# Diastylis argentata
Diastylis argentata är en kräftdjursart som beskrevs av William Thomas Calman 1912. Diastylis argentata ingår i släktet Diastylis och familjen Diastylidae. Inga underarter finns listade i Catalogue of Life.